# Хуан Васкес де Акунья-и-Бехарано
Хуан Васкес де Акунья-и-Бехарано, также известный как Хуан де Акунья-и-Бехарано (исп. Juan Vázquez de Acuña y Bejarano; 22 февраля 1658, Лима — 17 марта 1734, Мехико) — испанский военный, политик и дворянин из Лимы, носившим титул 1-го маркиза Каса-Фуэрте (1708—1734) и 37-го вице-короля Новой Испании (1722—1734). Он был вторым креольским вице-королем Новой Испании после Лопе Диеса де Окс-и-Армендариса, родившегося в Кито, который жил почти столетием раньше.

## Биография

### Ранние годы
Он родился в городе Сьюдад-де-лос-Рейес (Лима), вице-королевство Перу, 22 февраля 1658 года. Посмертный сын генерала Хуана Васкеса де Акунья-и-Астудильо (1592—1658), 1-го коррехидора Кито, губернатора Уанкавелика и председателя Королевского двора Лимы, а его третьей жены Маргариты Бехарано де Маркина, обосновавшихся в Лиме.
В 1676 году его отправили в Мадрид для получения образования при королевском дворе под опекой его брата Иньиго де Акунья-и-Кастро, 4-го маркиза Эскалоны, дворецкого королевы и рыцаря ордена Алькантара. Там он прошел военную подготовку и поступил на службу к королю Испании Карлосу II. Он выделялся как известный солдат, руководивший ротами в различных сражениях в Европе, и сыграл очень важную роль в Войне за испанское наследство. В 1708 году в награду за услуги, оказанные Короне, король Филипп V пожаловал ему титул маркиза Каса-Фуэрте. За свою профессиональную карьеру он был награжден крестами Ордена Сантьяго и Ордена Алькантара, занимал должности губернатора и генерал-капитана в Мессине, Арагоне (1715—1717) и Майорке (1717—1722).

### Вице-король и генерал-капитан Новой Испании
В возрасте шестидесяти трех лет, в 1722 году, он был назначен вице-королем Новой Испании. Он отправился к своему новому пункту назначения в Кадисе 25 июня 1722 года и вступил в управлением наместничеством 1 октября 1722 года. 15 октября 1722 года его въезд совпал с появлением первой газеты города: Gazeta de Мексика, основанной священником Хуаном Франсиско Саагуном-и-Аревало. Ему удалось выиграть войну против англичан, изгнав их с берегов Новой Испании и Гондураса, где они свободно поселились.
Хуан Васкес де Акунья-и-Бехарано реорганизовал управление и морализировал администрацию и казну. Он продвигал общественные работы и построил большие здания: он завершил строительство Мексиканского монетного двора и сумел отчеканить восемь миллионов песо за один год, которые были отправлены в Испанию для погашения долгов войны за престолонаследие; здание таможни, Пасео-де-ла-Аламеда и Пасео-де-Истакалько, а также тогдашнюю Соборную церковь Гваделупе, сегодня базилика Санта-Мария-де-Гуадалупе.
Хуан Васкес де Акунья-и-Бехарано был обеспокоен продвижением испанцев на севере и начал проникновение испанцев в Техас (1720—1721), чтобы остановить продвижение французов, для чего он разместил тысячи семей поселенцев в Нью-Мексико и Аризоне. Он подтвердил власть Испании в Центральной Америке, подавив восстание в Наярите в 1724 году и завоевав Белиз в 1733 году. Эта операция имела решающее значение с коммерческой точки зрения, поскольку этот город служил базой для пиратов. Завоевание было завершено благодаря вмешательству губернатора Юкатана Антонио де Фигероа. Торговля вице-королевства с метрополией и Азией, в основном через Китай и Филиппины, улучшилась.
Хуан Васкес де Акунья-и-Бехарано ушел в отставку со своего поста наместника после того, как перенес паралич правой руки, который мешал ему подписывать свои указы, но король предоставил ему привилегию подписывать печатью, поскольку он был единственным наместником с этой милостью.
Его болезнь продолжала прогрессировать, пока он, наконец, не умер 17 марта 1734 года после двенадцати лет пребывания в должности. В своем завещании, помимо назначения своего племянника Хосе Хоакина де Акунья-и-Фигероа наследником части своего имущества и маркизата, он просил похоронить его во францисканской церкви Сан-Косме, общине которой вице-король всегда помогал и где он обычно слушал дневную мессу.